# Nanking
Nanking ( – ún. népszerű magyar átírása Nancsing lenne, de hagyományossá vált magyar neve Nanking) Csiangszu tartomány fővárosa Kínában. Korábban többször volt Kína fővárosa, és a négy nagy történelmi főváros közé sorolják; kulturális és történelmi szerepe kiemelkedő. A nankingi mészárlás helyszíne. Lakosainak száma 9 314 685 fő (2020).

## Földrajz
Nanking a Jangce folyó alsó szakasza mellett, a deltavidéknél helyezkedik el, Sanghajtól kb. 300 km-re nyugatra, Pekingtől kb. 1200 km-re délre, Chongqingtól (Csongcsing) kb. 1400 km-re keletre. A Jangce a város nyugati oldala mellett folyik el, míg északról, délről és keletről a Ningzheng (Ningcseng) hegység határolja.

## Népesség
| 2013 | 8 187 800 |
| 2020 | 9 314 685 |

## Közigazgatás
Nanking 13 megyei szintű területből áll: 11 kerületből és 2 megyéből.
Kerületek:
- Xuanwu kerület (玄武區, Hszüanvu)
- Baixia kerület (白下區, Pajhszia)
- Qinhuai kerület (秦淮區, Csinhuaj)
- Jianye kerület (建邺區, Csienje)
- Gulou kerület (鼓楼區, Kulou)
- Xiaguan kerület (下关區, Hsziakuan)
- Pukou kerület (浦口區, Pukou)
- Liuhe kerület (六合區, Liuho)
- Qixia kerület (栖霞區, Csihszia)
- Yuhuatai kerület (雨花台區, Jühuataj)
- Jiangning kerület (江宁區) (Csiangning)

Megyék:
- Lishui megye (溧水县, Lisui)
- Gaochun megye (高淳县, Kaocsun)

## Gazdaság
Nanking a Jangce delta ipari fejlesztési területen fekszik, mely innen Sanghajig húzódik, és a terület további fontos városai (Sanghaj felé haladva): Csangcsou (Changzhou), Vuhszi (Wuxi), Szucsou (Suzhou). Ez a sáv Kína egyik gazdaságilag legfejlettebb területe, kiépült infrastruktúrával (autópályák, vasútvonalak, a Nagy-csatorna és a folyó vízi útjai). Ezen a területen – így Nankingban is – igen jelentős az ipar: kínai, külföldi és vegyes vállalatok vannak jelen. A város legfontosabb ágazatai az autóipar, elektronika, petrolkémia, vas- és acélipar.

## Közlekedés
Nanking a kelet-kínai térség egyik legfontosabb csomópontja: szárazföldi, vízi és légi összeköttetése más területekkel kiváló.
Repülőtere a Nanking-Lukou nemzetközi repülőtér, melyről több mint 80 célállomásra juthatnak el az utasok, köztük a kínai városok mellett Dél-Koreába, Japánba, Szingapúrba és Thaiföldre.
Kikötője a legnagyobb folyami kikötő Kínában. A kikötői terület 98 km hosszan húzódik a folyó mellett. Mivel a Jangce itt már nagyon széles, ezért a város mellett sokáig egyetlen híd épült a folyón (1968-ban adták át), mely stratégiai fontosságú volt. A híd kétszintes, alul a vonatok, felül pedig 2×2 sávon az autók közlekednek, teljes hossza 6772 méter. 2001-ben elkészült a második híd a város mellett.
A város a Peking–Sanghaj-vasútvonal mellett fekszik, fontos vasúti csomópont. A főpályaudvar mellett, mely a város központjában található, több kisebb pályaudvar is igénybe vehető. A városban metró is üzemel.
Nankingból számtalan autópálya és főútvonal indul minden irányba, így Sanghaj, Peking, Hofej (Hefei) és Hangcsou (Hangzhou) felé.
A helyi tömegközlekedési hálózat tíz metróvonalból, illetve kiterjedt buszhálózatból áll. Igen fontos szerepet játszanak a taxik is (mint mindenütt Kínában).

## Kultúra

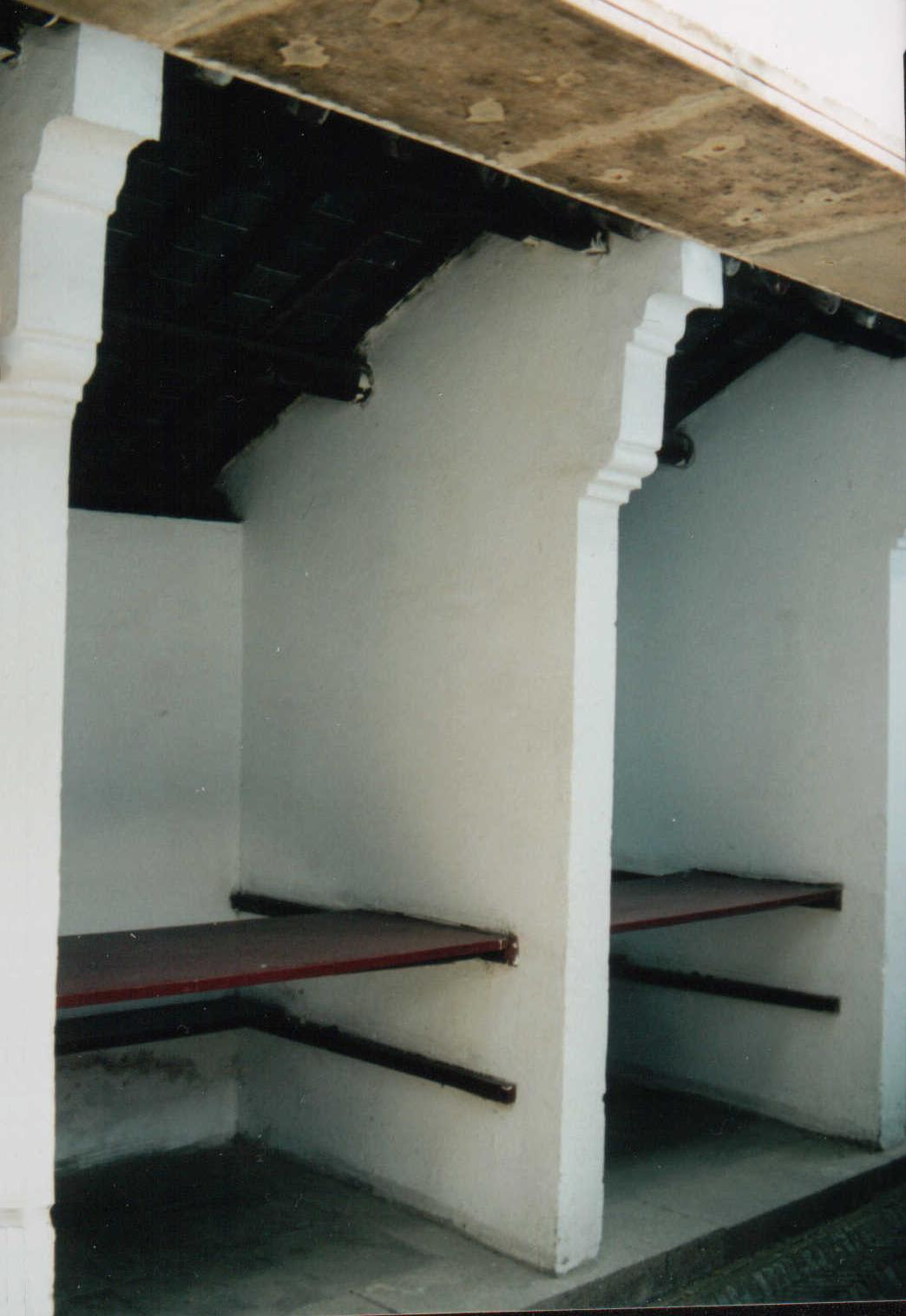
A csalást megakadályozó vizsgacellák a nankingi központban

A Ming és a Csing-dinasztia idejében a város vizsgaközpont is volt a hivatalnokjelöltek számára, akiknek felkészülését és vizsgáját szigorú szabályokhoz kötötték. A nankingi vizsgakomplexum egyszerre akár 20 000 vizsgázót tudott fogadni, akiket apró cellákban vizsgáztattak. Az épületegyüttes ma múzeumként látogatható.

## Testvérvárosok
- Elzász, Franciaország
- Barranquilla, Kolumbia
- Bloemfontein, Dél-Afrika
- Eindhoven, Hollandia
- Firenze, Olaszország
- Hauts-de-Seine, Franciaország
- Houston, Texas, Amerikai Egyesült Államok
- Lipcse, Németország
- Limassol, Ciprus
- London, Ontario, Kanada
- Malacca Town, Malajzia (2001)
- Mexicali, Mexikó
- Nagoja, Japán
- Perth, Ausztrália
- St. Louis, Missouri, Amerikai Egyesült Államok
- Daejeon, Dél-Korea
- Birmingham, Egyesült Királyság
- Belo Horizonte, Brazília